# Gmina Przytuły
Die Gmina Przytuły (litauisch Pžitulų valsčius) ist eine Landgemeinde im Powiat Łomżyński der Woiwodschaft Podlachien in Polen. Ihr Sitz ist das gleichnamige Dorf.

## Gliederung
Zur Landgemeinde (gmina wiejska) Przytuły gehören folgende Ortschaften mit einem Schulzenamt (sołectwo):
Bagienice
Borawskie
Chrzanowo
Doliwy
Gardoty
Grzymki
Kubra-Przebudówka
Mieczki
Mroczki
Nowa Kubra
Obrytki
Pieńki Okopne
Przytuły
Przytuły-Kolonia
Przytuły-Las
Stara Kubra
Supy
Trzaski
Wagi
Wilamowo